# Lena Endre
Lena Endre (Härnösand, 8 luglio 1955) è un'attrice svedese, nota per aver interpretato il personaggio di Erika Berger, direttrice della rivista Millennium ed amante del protagonista Mikael Blomkvist, nella trilogia cinematografica Millennium.

## Biografia
Si è sposata quattro volte: prima dal 1979 al 1981 con Malte Ekblom; poi dal 1982 al 1985 con Vjeko Benzon; poi dal 1986 al 1999 con l'attore Thomas Hanzon (più giovane di 7 anni) da cui ha avuto due figli, Rosanna (1990) e Edvin (1994) e dal 2000 al 2012 con il regista svedese Richard Hobert.

## Filmografia parziale
- Il figlio della domenica (Söndagsbarn), regia di Daniel Bergman (1992)
- Jerusalem regia di Bille August (1996)
- Vanità e affanni (Larmar och gör sig till), regia di Ingmar Bergman (1997)
- L'infedele (Trolösa), regia di Liv Ullmann (2000)
- Musica per matrimoni e funerali (Musikk for Bryllup og Begravelser), regia di Unni Straume (2002)
- Uomini che odiano le donne (Män som hatar kvinnor), regia di Niels Arden Oplev (2009)
- La ragazza che giocava con il fuoco (Flickan som lekte med elden), regia di Daniel Alfredson (2009)
- La regina dei castelli di carta (Luftslottet som sprängdes), regia di Daniel Alfredson (2009)
- Wallander - serie TV (2009-2010)
- Kyss Mig (2011)
- The Master, regia di Paul Thomas Anderson (2012)
- Kingsman - Il cerchio d'oro (Kingsman: The Golden Circle), regia di Matthew Vaughn (2017)

## Premi
- European Film Awards 2000: nomination come miglior attrice per L'infedele
- Premio Amanda 2003: vittoria come miglior attrice per Musica per matrimoni e funerali
- Guldbagge
  - 1997
    - Miglior attrice non protagonista per Jerusalem

  - 1998
    - Candidatura miglior attrice per Spring för livet
    - Candidatura a miglior attrice non protagonista per Svenska hjältar

  - 1999
    - Candidatura a miglior attrice per Sanna ögonblick

  - 2001
    - Miglior attrice per L'infedele

  - 2009
    - Candidatura a miglior attrice per Himlens hjärta